# Pee Wee Ellis
Pour les articles homonymes, voir Pee Wee et Ellis.
Alfred Ellis, dit Pee Wee Ellis, est un saxophoniste, compositeur et arrangeur américain, né en 1941 à Bradenton en Floride et mort le 23 septembre 2021,.

## Biographie
Dans les années 1960, Pee Wee Ellis fut membre de l'orchestre de James Brown au côté de Fred Wesley et Maceo Parker.
En 2006, il vit à Frome (Somerset, Angleterre).

## Discographie partielle

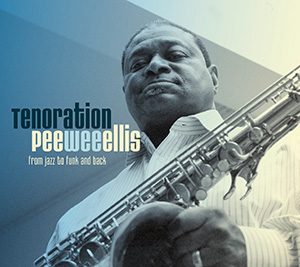
Pochette de l'album Tenoration.

### En solo
- 1992 : Blues Mission (Gramavision)
- 1993 : Twelve and More Blues (Minor Music)
- 1994 : Sepia Tonality (Minor Music)
- 1995 : Yellin Blue
- 1996 : A New Shift (Minor Music)
- 1997 : What You Like (Minor Music)
- 2000 : Ridin Mighty High (Skip Records)
- 2001 : Live and Funky (Skip Records)
- 2005 : Different Rooms (Skip Records)
- 2011 : Tenoration (Art of Groove, MIG-Music)
- 2013 : The Spirit of Christmas (Minor Music GmbH)
- 2015 : The Cologne Concerts (Minor Music GmbH)

### AvecMaceo Parker
- 1990 : Roots Revisited (Minor Music)
- 1991 : Mo Roots (Minor Music)
- 1992 : Life On Planet Groove (Minor Music)
- 1993 : Southern Exposure (Minor Music)
- 1994 : Maceo (Minor Music)